# Акай (Актюбинская область)
Акай (каз. Ақай, до 2010 г. — Ильинка) — село в Алгинском районе Актюбинской области Казахстана. Административный центр Акайского сельского округа. Код КАТО — 153239100.

## Население
| Численность населения | Численность населения | Численность населения | Численность населения |
| 1989                  | 1999                  | 2009                  | 2021                  |
| --------------------- | --------------------- | --------------------- | --------------------- |
| 1244                  | ↘1229                 | ↘624                  | ↘590                  |

В 1989 году население села составляло 1244 человек. Национальный состав: казахи — 52 %, украинцы — 22 %. В 1999 году население села составляло 1229 человек (608 мужчин и 621 женщина). По данным переписи 2009 года в селе проживали 624 человека (321 мужчина и 303 женщины). По данным переписи 2021 года, в селе проживало 590 человек (315 мужчин и 275 женщин).